# 世界文化社
世界文化社是日本的一家出版社。公司總部位于東京都千代田區九段北4-2-29。成立于1954年11月。除了圖書之外，亦有杂志的出版。

## 外部連結
- 世界文化社會*（页面存档备份，存于）